# Helichus
Helichus es un género de escarabajos de la familia Dryopidae.

## Especies
- Helichus basalis LeConte, 1852
- Helichus bollowi Hinton, 1936
- Helichus fastigatus
- Helichus fastigiatus (Say, 1824)
- Helichus frater Hinton, 1939
- Helichus lithophilus (Germar, 1824)
- Helichus puncticollis Sharp, 1882
- Helichus pusillus Hinton, 1939
- Helichus striatus Leconte, 1852
- Helichus substriatus (Müller, 1806)
- Helichus suturalis Leconte, 1852
- Helichus triangularis Musgrave, 1935